# Stemma di Gibilterra
Lo stemma di Gibilterra fu concesso sotto il dominio spagnolo, tramite un decreto reale promulgato a Toledo il 10 luglio 1502 da Isabella di Castiglia.

## Descrizione

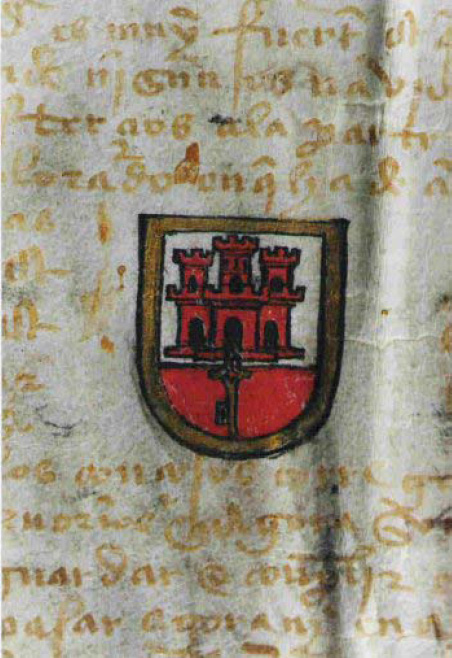
Lo stemma nella foggia originaria del 1502.

Secondo il decreto di concessione, il "sigillo della nobile città di Gibilterra, chiave di Spagna" consta di uno scudo bianco nei due terzi superiori, entro i quali vi è un castello rosso. Al di sotto di esso, nel terzo inferiore dello scudo, vi è un campo rosso, separato dal castello da una riga bianca: in detto campo dev'esserci una chiave d'oro, connessa al castello da una corda o catena d'oro.
In termini araldici lo scudo sopra descritto si configura come interzato.
Il castello è mutuato dall'araldica del Regno di Castiglia, di cui Isabella fu monarca: la concessione del suo uso a Gibilterra (e l'associazione all'elemento della chiave) è così circostanziata dal decreto reale:
La raffigurazione di Gibilterra quale "porta d'accesso" alla Spagna e al Mediterraneo era del resto ben antecedente: quando nel 711 Tariq ibn Ziyad invase la Spagna passando per lo stretto, dopo essersi stabilito a Granada adottò il simbolo della chiave nella propria araldica personale.

## Utilizzo

Lo stemma del governo di Gibilterra combina la simbologia territoriale con quella del governo di Sua Maestà.

Nel 1836, con Gibilterra frattanto passata sotto la giurisdizione britannica, lo stemma, previa delibera del College of Arms, è stato corredato dal motto MONTIS INSIGNIA CALPE ("simbolo della montagna di Calpe" - da Mons Calpe, antico nome latino della rocca gibilterrina).
Lo stemma gibilterrino è il più antico tra quelli in uso nei territori d'oltremare britannici; rispetto a questi, esso è inoltre l'unico a non essere stato introdotto durante l'epoca dell'Impero britannico.
Lo stemma non va confuso col sigillo di Gibilterra, di origine e datazione ignota, che invece è composto da un disegno della rocca sullo sfondo di una nave tra i flutti. 
Nel 1982 il disegno dello stemma fu declinato nella bandiera di Gibilterra; esso inoltre appare nel vessillo istituzionale del governatore di Gibilterra. 

## Varianti
Lo stemma del comune spagnolo di San Roque riprende il disegno dell'emblema gibilterrino, da cui si distacca per la finestratura del castello blu (in luogo di nera) e per la presenza, come cimiero, di una corona marchionale. Il comune fu infatti fondato nel 1704, a seguito della presa di Gibilterra da parte delle forze anglo-olandesi, da alcuni esuli spagnoli che rifiutavano di sottostare al nuovo dominio: essi portarono con sé gran parte degli archivi pubblici, ivi compreso il decreto di concessione dello stemma del 1502. Nel 1706 San Roque ottenne da Filippo V di Spagna il titolo di città e il riconoscimento quale "Gibilterra spagnola".
Nel 2015 la comarca di Campo di Gibilterra, nella provincia di Cadice, ha adottato uno stemma che nei suoi elementi di base riprende quello della rocca: il castello sorge però su una base verde e viola e gli si abbinano sette stelle verdi (a rappresentare i comuni comarchiali); inoltre lo scudo è provvisto di una bordura dorata recante il motto latino PRO GEOGRAPHIA, HISTORIA ET VOLUNTATE CONIVNCTI ("Uniti da geografia, storia e volontà") ed è cimato dalla corona reale spagnola.

Lo stemma di San Roque, ispirato a quello di Gibilterra.
Lo stemma di Campo di Gibilterra.